# Santa Fe de Antioquia
Santa Fe de Antioquia este un oraș din departamentul Antioquia din Columbia.